# Single od dziecka
Single od dziecka (ang. Friends with Kids) – amerykańska komedia z 2011 roku w reżyserii Jennifer Westweldt. Wyprodukowany przez Lionsgate i Roadside Attractions.
Film miał premierę 9 września 2011 roku podczas Międzynarodowego Festiwalu Filmowego w Toronto.

## Fabuła
Julie (Jennifer Westfeldt) i Jason (Adam Scott) są zaprzyjaźnionymi ze sobą 30-letnimi singlami. Koncentrują się na karierze i zabawie i nie chcą zmieniać stylu życia, choć... nie mieliby nic przeciwko temu, żeby zostać rodzicami. Według nich dzieci nie cementują związków, tylko je burzą, czy warto więc zakładać rodzinę? Nie. Julie i Jason postanawiają, że postarają się o potomka, nie będąc parą. Jak skończy się ten eksperyment?

## Obsada
- Adam Scott jako Jason[1]
- Jennifer Westfeldt jako Julie[1]
- Kristen Wiig jako Missy[1]
- Jon Hamm jako Ben[1]
- Maya Rudolph jako Leslie
- Chris O’Dowd jako Alex
- Edward Burns jako Kurt
- Megan Fox jako Mary Jane[1]